# Рекламная сеть «Яндекса»
Рекламная сеть Яндекса (РСЯ) — это система размещения контекстной рекламы на сайтах и в мобильных приложениях. Она предназначена для владельцев сайтов или мобильных приложений, желающих монетизировать свою площадку за счет размещения рекламы. Начала работать в 2005 году.

## Принцип работы
Владелец веб-сайта или мобильного приложения размещает на своём ресурсе код рекламного блока РСЯ. Рекламная сеть подбирает объявление для каждого посетителя площадки, используя более 15 видов таргетинга. Рекламные объявления выбираются на основе аукциона в реальном времени (RTB), в котором конкурируют несколько объявлений. Таким образом, владелец площадки показывает самое доходное объявление среди доступных для каждого посетителя. В рекламный блок могут попадать объявления как Яндекс.Директа, так и других рекламных систем.
Владельцы площадок, являющихся участниками Рекламной сети, получают доход за показы рекламных объявлений. При этом показ объявления засчитывается только в случае, если минимум 50 % площади рекламного объявления или видеоролика находится в активном окне браузера не менее 2 секунд.
Настройка рекламных блоков, включая настройку дизайн рекламного блока, отчеты по просмотрам, кликам и статистика по монетизации доступна в партнерском кабинете рекламной сети.

## Условия сотрудничества
Стать участниками Рекламной сети могут владельцы площадок из любых стран мира. Временно приостановлена регистрация новых партнеров — физических лиц из Украины.
Перед включением сайта или приложения в РСЯ они проходят обязательную модерацию. Площадки партнеров регулярно отправляются на повторную модерацию для проверки на критерии участия.
Рекламная сеть Яндекса сотрудничает с физическими и юридическими лицами, а также с индивидуальными предпринимателями. В 2020 году рекламная сеть Яндекса начала сотрудничество с самозанятыми.
Выплата партнёрского вознаграждения происходит один раз по итогам календарного месяца в течение 20 рабочих дней следующего месяца. С дохода партнёров — физических лиц из России РСЯ удерживает в пользу государства налог на доход физических лиц. В случае, если партнер начинает сотрудничать с Рекламной сетью как самозанятый, Яндекс перестает удерживать НДФЛ, а партнёру выплачивает вознаграждение полностью — уплатить налог на профессиональный доход такой партнёр обязан самостоятельно.

## Инструменты
Для рекламной площадки можно задать следующие настройки:
- Семейный фильтр. Позволяет отключить на сайте или в приложении показ рекламы «для взрослых». По запросу в службу поддержки можно дополнительно исключить показ объявлений категорий эзотерика, медицина, здоровье, красота, детское питание, СМИ, магия и эзотерика, нижнее белье и купальники, знакомства и т.п[8].
- Фильтр объявлений конкурентов. Возможность отключать показ рекламы конкурирующих компаний. Проверка проходит по доменным именам и телефонам компаний[9].
- Аукцион дизайнов. Позволяет подобрать формат и оформление рекламного блока, которое принесет наибольшую прибыль. Владелец площадки может настроить несколько разных оформлений для рекламы, а аукцион выберет самое конверсионное для каждого посетителя площадки. В аукцион можно добавить текстово-графические объявления, медийные объявления (GIF или HTML-5 баннеры) и видеорекламу[10].
- Мобильная медиация. Инструмент для владельцев мобильных приложений, который позволяет показывать в приложении не только объявления Рекламной сети Яндекса, но и других рекламных сетей (AdMob, MoPub, Facebook, MyTarget и другими). Выбор объявления происходит на основе ML-алгоритма, который предсказывает систему с самой выгодной ставкой[11]. При этом партнеру необходимо подключить другие рекламные сети самостоятельно и получать вознаграждение от них напрямую[12].

## Типы рекламных блоков
Тип и размер рекламного объявления участник РСЯ настраивает самостоятельно или выбирает из стандартных размеров. Доступные форматы отличаются от типа площадки. Например, для десктопных сайтов доступны следующие типы рекламы:
- Медийная реклама
- Стандартный баннер (текстово-графическое объявление)
- Видеореклама

При настройке рекламного блока можно настроить дополнительные параметры, такие как размер, цвет блока, максимальное количество объявлений и т. д.
Для мобильных приложений и сайтов также доступна нативная реклама, которая визуальна схожа с основным контентом. Настройка дизайна такого нативного блока происходит полностью на стороне разработчика приложения или сайта. При этом РСЯ при запросе рекламы в нативный блок передаёт весь контент, который необходим для отрисовки рекламного объявления. Для учёта показа такого объявления оно должно содержать как минимум все обязательные элементы (заголовок, иконка, текст, возрастная метка, картинка, предупреждение, кнопка действие и указание на то, что блок является рекламой).

## Развитие рекламной сети

### 2005—2019
В 2005 году к Рекламной сети Яндекса присоединились первые сайты. Первыми участниками стали развлекательный сайт Adme.ru, туристический портал Travel.ru и издание о компьютерных технологиях 3DNews.ru. На сайты партнеров начали попадать объявления из системы Яндекс.Директ.
В 2007 появляется поведенческий таргетинг. Партнёры сети начали зарабатывать на рекламе, интересной пользователям. Через год поведенческий таргетинг работал на большинстве площадок сети. К 2012 году использовалось уже семь его разновидностей.
С 2012 года заработала технология Real Time Bidding — покупка рекламных показов стала доступна на основе аукциона в режиме реального времени.
В 2013 году впервые объявления РСЯ впервые стали содержать изображения.
В 2015 партнеры рекламной сети получили возможность размещать рекламные видеоролики ролики до, после или во время просмотра основного видео.
В 2016 году появляется Yandex Mobile Ads SDK для показа рекламы в мобильных приложениях. Через пару лет для мобильных приложений добавилась Мобильная медиация — платформа для автоматического подбора рекламы из нескольких рекламных систем.
С 2019 года издатели получили возможность использовать Аукцион дизайнов — наиболее прибыльный для монетизации дизайн рекламных объявлений автоматически подбирается под каждого посетителя площадки.

### 2020 год
В январе 2020 года появляется рекомендательный виджет, который позволяет владельцам сайтов вовлекать пользователей в контент, составляя список ссылок на рекомендуемые статьи на сайте на основе интересов каждого пользователя. Среди списка ссылок подмешиваются рекламные объявления.
Весной 2020 года в разгар первой волны пандемии коронавируса и одновременного снижения расходов рекламодателей, Рекламная сеть организовала дополнительные выплаты партнёрам.
Летом 2020 года была запущена программа поддержки разработчиков мобильных приложений, в рамках которой владельцы приложений могли получить бонус на продвижение своего приложения в системе Яндекс.Директ на такую же сумму, сколько приложение зарабатывало на размещении рекламных объявлений РСЯ. В некоторых случаях размер бонуса увеличивался вдвое. Также Yandex Mobile Ads SDK для приложений на Android начала учитывать контекстные данные приложения для повышения релевантности рекламных объявлений.
С осени 2020 года РСЯ предлагает физическим лицам из России начать сотрудничество по форме самозанятости. Такие партнёры могут сохранять больше дохода за счёт более низкой налоговой ставки.

### 2021 год
В январе 2021 года из-за ограничений ЦБ РФ деятельности компании ЮMoney по переводу платежей в адрес иностранных компаний, партнеры РСЯ — нерезиденты РФ, которые получали выплаты через ЮMoney, столкнулись со сложностями с выводом вознаграждения от Рекламной сети. Ограничения коснулись граждан Украины. Команда РСЯ предупредила партнеров о задержке в выплате вознаграждения и анализирует альтернативные способы выплат.
Весной 2021 года для владельцев сайтов стал доступен новый формат рекламы — нативный, который, который можно гибко подстроить под внешний вид площадки. Также Рекламная сеть представила новую версию Mobile Ads SDK 4 для показа рекламы в мобильных приложениях.
Летом 2021 года для партнеров Рекламной сети стал доступен новый код загрузки рекламных сообщений. С новыми кодами браузер не тратит время на обращение к нескольким загрузчикам, поэтому реклама показывается быстрее. В августе была представлена новая технология Smart Design, с которой для каждого пользователя элементы рекламных объявлений будут отличаться: когда посетитель заходит на сайт, алгоритм Smart Design мгновенно анализирует информацию о пользователе, площадке и данные от рекламодателя и создает наиболее подходящее объявление. Технология решает, показать картинку или видео, добавить побольше быстрых ссылок или кнопку и текст.

## Партнёры рекламной сети
Партнёрами Рекламной сети Яндекса являются многие популярные сайты с посетителями из России: Mail.ru, Rambler, Lenta.ru, Кинопоиск, Одноклассники, РИА Новости, Gismeteo, РБК, Mamba, Афиша, Sports.ru, Rabota.ru, Auto.ru, CNews, irr.ru, banki.ru, Avito, Российская газета, Эхо Москвы, Meduza и другие.
Также c 2020 года объявления Рекламной сети Яндекса размещаются в приложения-партнерах рекламной платформы Huawei.

## Конференция «Технологии монетизации»
Рекламная сеть Яндекса является организатором ежегодной конференции «Технологии монетизации» для медиаиздателей. Традиционно конференция проходит осенью, участие бесплатное, онлайн-трансляция и записи трансляций доступны всем желающим (2017, 2018, 2019, 2020). Получив приглашение от Рекламной сети можно принять очное участие. В рамках конференции отраслевые эксперты и представители РСЯ обсуждают тенденции рынка, делятся советами по эффективной монетизации, приводят примеры бизнес-показателей и презентуют продуктовые новинки Рекламной сети.